# 乔塔里·约瑟夫
乔塔里·约瑟夫（匈牙利語：Csatári József，1943年12月17日—2021年1月30日），匈牙利男子摔跤运动员。他曾代表匈牙利参加1968年和1972年夏季奥林匹克运动会摔跤比赛，共获得二枚铜牌。